# Psyttalia lemiensis
Psyttalia lemiensis är en stekelart som först beskrevs av Szepligeti 1900.  Psyttalia lemiensis ingår i släktet Psyttalia och familjen bracksteklar. Inga underarter finns listade i Catalogue of Life.